# Allá en el Norte
Allá en el Norte es una película filmada en Eastmancolor de Argentina dirigida por Julio Saraceni sobre el guion de Abel Santa Cruz según el argumento de Luis Saslavsky que se estrenó el 19 de abril de 1973 y que tuvo como actores principales a Lolita Torres, Carlos Estrada, Jorge Barreiro e Idelma Carlo. Su primer título fue Historia de una maestra. Filmada en la provincia de Jujuy, fue la última película de Lolita Torres.

## Sinopsis
Una maestra italiana que revalidó su título en Argentina es destinada a una escuela de Jujuy.

## Reparto
- Lolita Torres... María Gracia Di Rímoli
- Carlos Estrada... Daniel Rivera
- Jorge Barreiro... Carlos
- Idelma Carlo... Inés del Valle
- Marisa Grieben... Rosa
- Mario Sebastián
- Carlos Bellomo... Benigno
- Eduardo Humberto Nóbili... Mariano Gauna
- Jorge Sfeir
- Martha de los Ríos
- Carlos Lagrotta... señor Rico
- Omar Delli Quadri... inspector de escuela
- Churke
- Juan Solicio
- Hugo Mugica... Pablo
- Los niños Alberto Salgado, Mariano Sebastián, Gladys Gullori, Carlos Traboulsi... alumnos
- Hermanos Scarcello... niños ricos
- Edelma Rosso
- Lily Vicet
- Fina Queiró
- El ballet de Beatriz Durante

## Comentarios
Carlos Morelli en Clarín dijo:

”Lolita Torres, Maestra y Apóstol en suelo jujeño.”

Eduardo Caffera en El Cronista Comercial opinó:

”Carlos Estrada e Idelma Carlo cooperan para que no se apune la protagonista. Y nada más: al film no lo salva nadie.”

Manrupe y Portela escriben:

”Horrible película con pretensiones sociales y que desde el argumento llama a la risa.”

D.Montiel:

" no soy comentarista de cine, ni pretendo serlo, solo una expectadora, pero no corincido con comentarios tan agrios, creo que si un argumento que resulta interesante,ya que da la oportunidad de conocer la vida y algunas costumbres en una provincia cercana a Bolivia, y donde puede florecer la amistad, solidaridad,en medio de un lugar desolado y lejos de las costumbres de una gran ciudad, me gustó.”